# Marlene Kowalik
Marlene Kowalik (Homberg, 9 juni 1984) is een Duits-Pools voetbalspeelster. Kowalik speelde vijf seizoenen voor SGS Essen, en ging na het aflopen van haar contract over naar Pogoń Szczecin, die uitkomt in de Poolse Ekstraliga.

## Statistieken
| Seizoen | Club      | Land      | Competitie | Wedstrijden | Doelpunten |
| ------- | --------- | --------- | ---------- | ----------- | ---------- |
| 2008/09 | SGS Essen | Duitsland | FRB        | ?           | 1          |
| 2009/10 | SGS Essen | Duitsland | FRB        | 14          |            |
| 2010/11 | SGS Essen | Duitsland | FRB        | 1           |            |
| Totaal  | Totaal    | Totaal    | Totaal     | 15          | 1          |

Laatste update: december 2020

## Interlands
In 2010 kwam Kowalik voor Duitsland uit op de Militaire Wereldkampioenschappen voetbal.
Kowalik speelt ook voor het Pools vrouwenvoetbalelftal. In 2011 nam ze voor Polen deel aan de kwalificatie voor de Europese Kampioenschappen in 2013.